# Hammaptera dominans
Hammaptera dominans är en fjärilsart som beskrevs av William Schaus 1913. Hammaptera dominans ingår i släktet Hammaptera och familjen mätare. Inga underarter finns listade i Catalogue of Life.